# Haley McCutcheon
Haley McCutcheon (Overland Park, Kansas, Estados Unidos; 22 de febrero de 1996) anteriormente conocida como Haley Hanson es una futbolista estadounidense que juega de defensora para el Orlando Pride de la National Women's Soccer League (NWSL) de Estados Unidos.
En 2018, Hanson fue elegida por el Houston Dash en el 7.º turno del draft universitario de la NWSL. Debutó el 25 de marzo de 2018, en un partido contra el Chicago Red Stars.
En 2022 ficha por Orlando Pride luego de jugar a préstamo en Melbourne Victory.

## Estadísticas

### Clubes
| Club              | País           | Año           |
| ----------------- | -------------- | ------------- |
| Houston Dash      | Estados Unidos | 2018-2022     |
| Melbourne Victory | Australia      | 2019-2020     |
| Orlando Pride     | Estados Unidos | 2022-presente |